# 布利斯盖尔斯维莱尔
布利斯盖尔斯维莱尔（法語：Blies-Guersviller，法語發音：[bliz ɡɛʁsvilɛʁ]；洛林法兰克语：Gerschwiller）是法国摩泽尔省的一个市镇，位于该省东北部，属于萨尔格米讷区。

## 地理
布利斯盖尔斯维莱尔（49°9'6"N, 7°5'40"E）面积3.6 平方千米，位于法国大東部大區摩泽尔省，该省份为法国东北部内陆省份，是洛林的一部分，西南接默尔特-摩泽尔省，东临下莱茵省，北与卢森堡和德国接壤。
与布利斯盖尔斯维莱尔接壤的市镇（或旧市镇、城区）包括：弗劳恩贝格、萨尔格米讷。
布利斯盖尔斯维莱尔的时区为UTC+01:00、UTC+02:00（夏令时）。

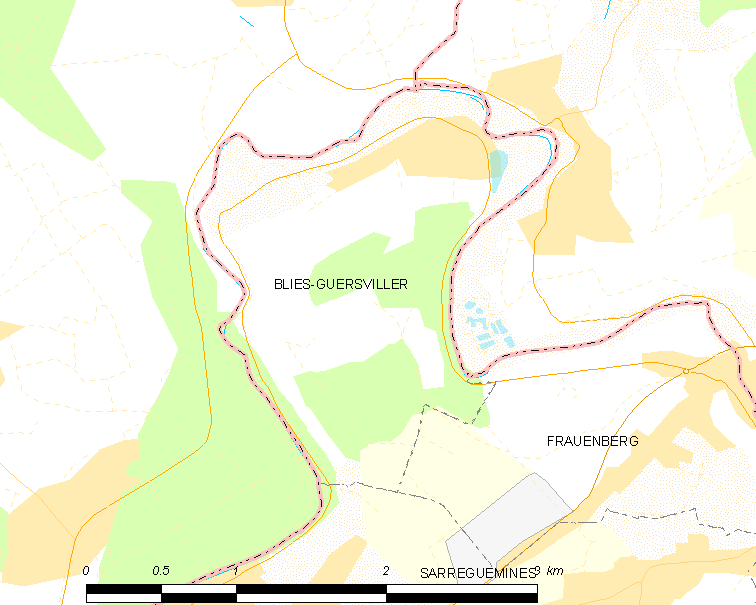
布利斯盖尔斯维莱尔的OSM定位图

## 行政
布利斯盖尔斯维莱尔的邮政编码为57200，INSEE市镇编码为57093。

## 政治
布利斯盖尔斯维莱尔所属的省级选区为萨尔格米讷县。

## 人口

1962-2008年间布利斯盖尔斯维莱尔人口变化图示

布利斯盖尔斯维莱尔于2022年1月1日时的人口数量为651人。